# Xavier Adserà i Gebelli
Xavier Adserà i Gebelli (Tarragona, 1963) és un empresari català, actual soci fundador d'ADEQUITA Capital Ltd, amb seu a Londres.
Llicenciat en Ciències Empresarials per ESADE i per la Universitat Politècnica de Catalunya i Màster en Administració i Direcció d'Empreses (MBA) per ESADE. Ha participat en diversos cursos de postgrau, entre els quals destaquen els realitzats a Harvard Business School, l'MIT Sloan School of Management i la New York University Stern School of Business.
Entre altres càrrecs,  és actualment President de Alder Renewables, companyia que desenvolupa tecnologies per descarbonitzar sector crítics de la nostra societat i que té els seu laboratoris a Denver (US).
Entre 2005 i el gener de 2011 Xavier Adserà fou el president de Natraceutical, una multinacional biotecnològica d'origen espanyol especialitzada en la investigació i el desenvolupament d'ingredients funcionals, principis actius i complements nutricionals, que cotitza al mercat continu de la borsa espanyola des de l'any 2002.
És autor del llibre Principios de valoración de empresas (Deusto, 1998) i de diversos treballs d'investigació en el camp de l'anàlisi financer, a més de col·laborador habitual en revistes especialitzades en mercats financers. Entre les seves publicacions, cal destacar un article al Financial Analysts Journal titulat «FEVA: A Financial and Economic Approach to Valuation» (març-abril 2003).